# Elecciones municipales de La Matanza de 2021
Las elecciones en el partido de La Matanza de 2021 se realizaron el 14 de noviembre junto con las elecciones nacionales y provinciales. Ese día se eligieron concejales y consejeros escolares. Estuvieron habilitados para votar más de un millón de electores en 3.178 mesas.
Los candidatos surgieron de elecciones primarias abiertas, simultáneas y obligatorias (PASO) que se realizaron el 12 de septiembre.

## Contexto
El Partido Justicialista gobierna el municipio desde el regreso de la democracia en 1983. Las únicas elecciones que perdió en este periodo fueron las legislativas de 1985. En 2017, bajo el nombre de Unidad Ciudadana, el peronismo ganó en el municipio en la categoría de concejales y consejeros escolares, con el 50,02 % de los votos. En las elecciones de 2019, Fernando Espinoza fue elegido intendente con el 64,18 % de los votos, la cifra más alta desde 1973, cuando Francisco Larraza (FREJULI) fue elegido con el 69 % de los votos. Juró el cargo el 12 de diciembre de 2019.
En el contexto de la pandemia de COVID-19, las autoridades nacionales decidieron postergar las fechas de realización de las elecciones primarias y legislativas un mes, previstas para agosto y octubre respectivamente.

## Renovación del Concejo Deliberante
En los comicios se renovó la mitad del Concejo Deliberante, que cuenta con 24 bancas:
| Bloque | Bloque                      | Bancas | Bancas a renovar |
| ------ | --------------------------- | ------ | ---------------- |
|        | Frente de Todos             | 18     | 9                |
|        | Juntos por el Cambio        | 4      | 2                |
|        | Partido Federal             | 1      | 1                |
|        | Cambiemos Juntos La Matanza | 1      | —                |
| Total  | Total                       | 24     | 12               |

Para obtener al menos una banca en el Concejo Deliberante, se necesitó el 8,33 % de los votos. En 2019 ninguna fuerza, con excepción del Frente de Todos y Juntos por el Cambio, logró alcanzar ese porcentaje.
Con los resultados, el Frente de Todos no igualó el caudal obtenido en 2019 y pasó de 18 a 15 escaños, aún conservando el quorum propio. Mientras tanto, las fuerzas cambiemitas (que a la elección llegaron con un bloque de cuatro concejales y un monobloque) pasaron de cinco a siete bancas. El monobloque del Partido Federal no logró renovar el escaño tras no superar las PASO. Como novedad, se produjo el ingreso por primera vez al Concejo Deliberante de la izquierda, representada por el Frente de Izquierda y de Trabajadores-Unidad, con dos concejales, en dos monobloques.
| Bloque | Bloque                                   | Bancas obtenidas | Bancas totales |
| ------ | ---------------------------------------- | ---------------- | -------------- |
|        | Frente de Todos                          | 6                | 15             |
|        | Juntos                                   | 4                | 7              |
|        | PTS en el Frente de Izquierda            | 1                | 1              |
|        | Partido Obrero en el Frente de Izquierda | 1                | 1              |
| Total  | Total                                    | 12               | 24             |

## Elecciones generales

### Alianzas o partidos[13]
| Partido/alianza | Partido/alianza | Partido/alianza                              | Partidos en la alianza A nivel provincial | Primer candidato/a a concejal | Primer candidato/a a concejal                                                                    |
| --------------- | --------------- | -------------------------------------------- | --- | ----------------------------- | ------------------------------------------------------------------------------------------------ |
|                 |                 | Frente de Todos                              | Ver lista - Partido Justicialista - Partido de la Victoria - Frente Renovador - Frente Grande - Nuevo Encuentro por la Democracia y la Equidad - Kolina - Política Abierta para la Integridad Social - Partido Comunista - Compromiso Federal - Partido del Trabajo y del Pueblo - Instrumento electoral por la Unidad Popular - Partido Fe - Partido Solidario - Partido de la Cultura, la Educación y el Trabajo - Partido Nuevo Buenos Aires - Partido Izquierda Popular - Movimiento Integración Latinoamericana de Expresión Social por Tierra, Techo y Trabajo M.I.L.E.S. T.T.T. |                               | Fernando Espinoza (PJ) Intendente de La Matanza (2005-2015, 2019-presente)                       |
|                 |                 | Juntos                                       | Ver lista - Unión Cívica Radical - Partido Nacionalista Constitucional - UNIR - Generación para un Encuentro Nacional - Partido Lealtad y Dignidad de Buenos Aires - Partido Demócrata Progresista - Coalición Cívica ARI - Partido del Diálogo - Propuesta Federal para el Cambio - Propuesta Republicana - Partido Integrar - Partido Socialista - Movimiento de Integración y Desarrollo - Espacio Abierto para el Desarrollo y la Integración Social |                               | Héctor Toty Flores (MSR) Diputado nacional (2007-2011, 2017-2021)                                |
|                 |                 | Frente de Izquierda y de Trabajadores-Unidad | Ver lista - Partido del Obrero - Partido de Trabajadores por el Socialismo - Izquierda por una Opción Socialista - Nueva Izquierda |                               | Juan Romero (PO) Docente, dirigente de SUTEBA La Matanza                                         |
|                 |                 | Avanza Libertad                              | Ver lista - Partido Dignidad Popular - Partido Autonomista - Unión del Centro Democrático - Partido Demócrata |                               | Francisco Ferraina Empresario farmacéutico                                                       |
|                 |                 | Vamos con Vos                                | Ver lista - Frente Hacer por el Progreso Social - Partido Tercera Posición - Movimiento Libres del Sur |                               | Arturo Ter Akopian (PS) Empresario inmobiliario, presidente de la Casa de Auxilio de Ramos Mejía |
|                 |                 | Unión Celeste y Blanco                       | Partido sin alianza |                               | Juan Gerez Pastor evangélico                                                                     |

### Resultados
|                                   | Frente de Todos                              | Fernando Espinoza     | 343.707   | 46,63 | 6 |
|                                   | Juntos                                       | Héctor Toty Flores    | 208.822   | 28,33 | 4 |
|                                   | Frente de Izquierda y de Trabajadores-Unidad | Juan Romero           | 71.331    | 9,68  | 2 |
|                                   | Avanza Libertad                              | Francisco Ferraina    | 52.773    | 7,16  |   |
|                                   | Vamos con Vos                                | Arturo Ter Akopian    | 34.394    | 4,67  |   |
|                                   | Unión Celeste y Blanco                       | Juan Gerez            | 25.993    | 3,53  |   |
| Votos positivos                   | Votos positivos                              | Votos positivos       | 737.020   | 94,82 |   |
| Votos en blanco                   | Votos en blanco                              | Votos en blanco       | 32.942    | 4,24  |   |
| Votos válidos                     | Votos válidos                                | Votos válidos         | 769.962   | 99,06 |   |
| Votos nulos                       | Votos nulos                                  | Votos nulos           | 7.322     | 0,94  |   |
| Participación                     | Participación                                | Participación         | 777.284   | 67,65 |   |
| Electores habilitados             | Electores habilitados                        | Electores habilitados | 1.148.935 |       |   |
| Fuente: juntaelectoral.gba.gov.ar |                                              |                       |           |       |   |

#### Resultados por circuito
| Circuito electoral                          | Espinoza                        | Espinoza | Flores  | Flores | Romero | Romero | Ferraina | Ferraina | Ter Akopian | Ter Akopian | Gerez  | Gerez | Blancos/Nulos | Blancos/Nulos | Participación | Participación |       |   |       |   |
| Circuito electoral                          | Votos                           | %        | Votos   | %      | Votos  | %      | Votos    | %        | Votos       | %           | Votos  | %     | Blancos/Nulos | Blancos/Nulos | Participación | Participación | Votos | % | Votos | % |
| ------------------------------------------- | ------------------------------- | -------- | ------- | ------ | ------ | ------ | -------- | -------- | ----------- | ----------- | ------ | ----- | ------------- | ------------- | ------------- | ------------- | ----- | - | ----- | - |
| Circuito electoral                          | 626 (San Justo/Villa Luzuriaga) | 10.590   | 28,10   | 17.231 | 45,72  | 3.584  | 9,51     | 3.272    | 8,68        | 2.028       | 5,38   | 981   | 2,61          | 1.738         | 4,41          | 39.424        | 75,05 |   |       |   |
| 626A (San Justo/Isidro Casanova)            | 9.328                           | 34,95    | 9.607   | 36,00  | 2.996  | 11,23  | 2.325    | 8,71     | 1.480       | 5,55        | 950    | 3,56  | 1.544         | 5,47          | 28.230        | 74,40         |       |   |       |   |
| 627 (Lomas del Mirador/San Justo)           | 3.857                           | 31,68    | 5.177   | 42,52  | 1.095  | 8,99   | 1.151    | 9,45     | 573         | 4,71        | 322    | 2,65  | 581           | 4,55          | 12.756        | 73,60         |       |   |       |   |
| 628 (Ramos Mejía/Lomas del Mirador)         | 7.514                           | 19,92    | 20.920  | 55,46  | 3.068  | 8,13   | 3.738    | 9,91     | 1.870       | 4,96        | 611    | 1,62  | 1.373         | 3,51          | 39.094        | 76,63         |       |   |       |   |
| 629 (Villa Luzuriaga)                       | 10.250                          | 46,84    | 5.668   | 25,91  | 2.325  | 10,63  | 1.698    | 7,75     | 1.144       | 5,23        | 796    | 3,64  | 1.258         | 5,44          | 23.139        | 74,58         |       |   |       |   |
| 629A (Rafael Castillo/Isidro Casanova)      | 18.605                          | 49,06    | 9.099   | 23,99  | 4.065  | 10,72  | 2.664    | 7,02     | 1.869       | 4,93        | 1.622  | 4,28  | 2.212         | 5,51          | 40.136        | 74,82         |       |   |       |   |
| 629B (Isidro Casanova)                      | 14.571                          | 52,73    | 6.012   | 21,76  | 2.834  | 10,26  | 1.773    | 6,41     | 1.333       | 4,82        | 1.111  | 4,02  | 1.692         | 5,77          | 29.326        | 73,80         |       |   |       |   |
| 630 (Ramos Mejía)                           | 6.395                           | 25,06    | 12.428  | 48,70  | 2.444  | 9,58   | 2.489    | 9,75     | 1.302       | 5,10        | 465    | 1,81  | 917           | 3,47          | 26.440        | 74,91         |       |   |       |   |
| 631 (La Tablada/Lomas del Mirador)          | 7.543                           | 36,45    | 7.823   | 37,80  | 1.994  | 9,63   | 1.745    | 8,43     | 1.022       | 4,94        | 571    | 2,75  | 938           | 4,34          | 21.636        | 73,63         |       |   |       |   |
| 631A (Ciudad Evita)                         | 14.092                          | 50,49    | 7.088   | 25,40  | 2.500  | 8,96   | 1.839    | 6,58     | 1.367       | 4,91        | 1.022  | 3,66  | 1.545         | 5,25          | 29.453        | 70,78         |       |   |       |   |
| 631B (Ciudad Evita)                         | 2.047                           | 29,95    | 3.220   | 47,12  | 543    | 7,95   | 578      | 8,34     | 270         | 3,95        | 176    | 2,69  | 303           | 4,24          | 7.137         | 74,50         |       |   |       |   |
| 631C (Isidro Casanova)                      | 6.345                           | 48,19    | 3.353   | 25,46  | 1.383  | 10,50  | 893      | 6,78     | 675         | 5,12        | 519    | 3,95  | 797           | 5,71          | 13.965        | 76,87         |       |   |       |   |
| 631D (San Justo)                            | 11.478                          | 45,56    | 6.911   | 27,43  | 2.805  | 11,13  | 1.816    | 7,21     | 1.303       | 5,17        | 882    | 3,50  | 1.767         | 6,55          | 26.962        | 72,25         |       |   |       |   |
| 632 (Aldo Bonzi)                            | 2.740                           | 33,50    | 3.295   | 40,29  | 763    | 9,34   | 772      | 9,44     | 356         | 4,58        | 234    | 2,85  | 251           | 2,98          | 8.411         | 75,44         |       |   |       |   |
| 632A (La Tablada)                           | 3.380                           | 38,35    | 3.052   | 34,49  | 949    | 10,77  | 737      | 8,36     | 433         | 4,91        | 264    | 3,12  | 492           | 5,29          | 9.307         | 76,43         |       |   |       |   |
| 632B (San Justo)                            | 770                             | 28,96    | 1.126   | 42,39  | 286    | 10,76  | 282      | 10,61    | 131         | 4,93        | 64     | 2,35  | 127           | 4,70          | 2.786         | 78,82         |       |   |       |   |
| 633 (Tapiales/Villa Madero/Ciudad Celina)   | 13.786                          | 36,35    | 14.113  | 37,22  | 3.613  | 9,53   | 3.436    | 9,06     | 1.842       | 4,86        | 1.132  | 2,98  | 1.679         | 4,24          | 39.601        | 69,87         |       |   |       |   |
| 634 (La Tablada/Lomas del Mirador)          | 7.580                           | 36,87    | 7.747   | 37,68  | 1.919  | 9,33   | 1.713    | 8,33     | 1.034       | 5,03        | 566    | 2,76  | 950           | 4,42          | 21.509        | 72,67         |       |   |       |   |
| 635 (Rafael Castillo/Gregorio de Laferrere) | 38.537                          | 57,23    | 12.757  | 18,94  | 6.613  | 9,82   | 3.875    | 5,75     | 2.827       | 4,20        | 2.733  | 4,06  | 4.196         | 5,86          | 71.538        | 70,52         |       |   |       |   |
| 635A (González Catán)                       | 34.834                          | 54,44    | 13.176  | 20,59  | 6.258  | 9,78   | 3.734    | 5,84     | 2.951       | 4,61        | 3.033  | 4,74  | 3.901         | 5,75          | 67.887        | 70,71         |       |   |       |   |
| 635B (Gregorio de Laferrere)                | 41.341                          | 54,74    | 15.849  | 20,99  | 7.308  | 9,68   | 5.197    | 6,88     | 3.411       | 4,52        | 2.419  | 3,19  | 4.139         | 5,19          | 79.664        | 73,24         |       |   |       |   |
| 635C (González Catán)                       | 22.290                          | 57,40    | 6.843   | 17,62  | 3.932  | 10,13  | 2.236    | 5,76     | 1.692       | 4,36        | 1.837  | 4,73  | 2.300         | 5,59          | 41.130        | 72,53         |       |   |       |   |
| 635D (Virrey del Pino)                      | 17.206                          | 57,90    | 5.158   | 17,36  | 2.839  | 9,55   | 1.632    | 5,49     | 1.347       | 4,53        | 1.536  | 5,17  | 2.290         | 7,15          | 32.008        | 68,71         |       |   |       |   |
| 635E (Virrey del Pino)                      | 18.956                          | 60,34    | 4.908   | 15,62  | 2.841  | 9,05   | 1.671    | 5,32     | 1.381       | 4,39        | 1.660  | 5,28  | 2.370         | 7,01          | 33.787        | 70,94         |       |   |       |   |
| 635F (20 de Junio)                          | 308                             | 42,25    | 249     | 34,16  | 68     | 9,33   | 45       | 6,17     | 30          | 4,12        | 29     | 3,97  | 36            | 4,31          | 765           | 67,46         |       |   |       |   |
| Total                                       | 324.391                         | 45,88    | 202.838 | 28,69  | 69.035 | 9,76   | 51.317   | 7,25     | 33.676      | 4,75        | 25.993 | 3,67  | 39.295        | 5,56          | 746.091       | 72,72         |       |   |       |   |

## Elecciones primarias
Las elecciones primarias, abiertas, simultáneas y obligatorias (PASO) se realizaron el 12 de septiembre de 2021. Para que una lista de precandidatos en la categoría de concejales y consejeros escolares participara de las elecciones generales del 14 de noviembre, su partido o frente debió alcanzar al menos el 1,5 % de los votos positivos emitidos para dicha categoría y además ser la lista ganadora en la interna de su partido o frente, si la hubo.
Se presentaron 27 listas, el número más alto para un municipio de la provincia en estas primarias. Siete partidos y alianzas tuvieron competencia interna.

### Alianzas o partidos[15]
| Partido/alianza                   | Partido/alianza | Partido/alianza                              | Partidos en la alianza A nivel provincial | Lista                                                                                            | Primer candidato/a a concejal | Primer candidato/a a concejal                                              | Ref.   |
| --------------------------------- | --------------- | -------------------------------------------- | --- | ------------------------------------------------------------------------------------------------ | ----------------------------- | -------------------------------------------------------------------------- | ------ |
|                                   |                 | Frente de Todos                              | Ver lista - Partido Justicialista - Partido de la Victoria - Frente Renovador - Frente Grande - Nuevo Encuentro por la Democracia y la Equidad - Kolina - Política Abierta para la Integridad Social - Partido Comunista - Compromiso Federal - Partido del Trabajo y del Pueblo - Instrumento electoral por la Unidad Popular - Partido Fe - Partido Solidario - Partido de la Cultura, la Educación y el Trabajo - Partido Nuevo Buenos Aires - Partido Izquierda Popular - Movimiento Integración Latinoamericana de Expresión Social por Tierra, Techo y Trabajo M.I.L.E.S. T.T.T. | Celeste y Blanca 2                                                                               |                               | Fernando Espinoza (PJ) Intendente de La Matanza (2005-2015, 2019-presente) |        |
|                                   |                 | Juntos                                       | Ver lista - Unión Cívica Radical - Partido Nacionalista Constitucional - UNIR - Generación para un Encuentro Nacional - Partido Lealtad y Dignidad de Buenos Aires - Partido Demócrata Progresista - Coalición Cívica ARI - Partido del Diálogo - Propuesta Federal para el Cambio - Propuesta Republicana - Partido Integrar - Partido Socialista - Movimiento de Integración y Desarrollo - Espacio Abierto para el Desarrollo y la Integración Social | A                                                                                                |                               | Héctor Toty Flores (CC-ARI) Diputado nacional (2007-2011, 2017-2021)       |        |
| Dar el Paso                       |                 | Juntos                                       | Ver lista - Unión Cívica Radical - Partido Nacionalista Constitucional - UNIR - Generación para un Encuentro Nacional - Partido Lealtad y Dignidad de Buenos Aires - Partido Demócrata Progresista - Coalición Cívica ARI - Partido del Diálogo - Propuesta Federal para el Cambio - Propuesta Republicana - Partido Integrar - Partido Socialista - Movimiento de Integración y Desarrollo - Espacio Abierto para el Desarrollo y la Integración Social | Alejandra Dulce Martínez (UCR) Docente y trabajadora social en la UNLaM                          |                               |                                                                            |        |
| F                                 |                 | Juntos                                       | Ver lista - Unión Cívica Radical - Partido Nacionalista Constitucional - UNIR - Generación para un Encuentro Nacional - Partido Lealtad y Dignidad de Buenos Aires - Partido Demócrata Progresista - Coalición Cívica ARI - Partido del Diálogo - Propuesta Federal para el Cambio - Propuesta Republicana - Partido Integrar - Partido Socialista - Movimiento de Integración y Desarrollo - Espacio Abierto para el Desarrollo y la Integración Social | Matías Espain (UCR) Coordinador general en la Defensoría del Pueblo de La Matanza                |                               |                                                                            |        |
|                                   |                 | Vamos con Vos                                | - Frente Hacer por el Progreso Social - Partido Tercera Posición - Movimiento Libres del Sur | Hay Otro Camino                                                                                  |                               | Juan Carlos Costieri Empresario de reciclado                               |        |
| Otro Camino                       |                 | Vamos con Vos                                | - Frente Hacer por el Progreso Social - Partido Tercera Posición - Movimiento Libres del Sur | Arturo Ter Akopian (PS) Empresario inmobiliario, presidente de la Casa de Auxilio de Ramos Mejía |                               |                                                                            |        |
| Hacer Otro Camino                 |                 | Vamos con Vos                                | - Frente Hacer por el Progreso Social - Partido Tercera Posición - Movimiento Libres del Sur | Gustavo Tato Maglio Mánager y presidente de la Agrupación Nos Une La Matanza                     |                               |                                                                            |        |
|                                   |                 | Frente de Izquierda y de Trabajadores-Unidad | - Partido del Obrero - Partido de Trabajadores por el Socialismo - Izquierda por una Opción Socialista - Nueva Izquierda | 1A Unidad de la Izquierda                                                                        |                               | Juan Romero (PO) Docente, dirigente de SUTEBA La Matanza                   | [ 16 ] |
| 10R (R)evolucionemos la Izquierda |                 | Frente de Izquierda y de Trabajadores-Unidad | - Partido del Obrero - Partido de Trabajadores por el Socialismo - Izquierda por una Opción Socialista - Nueva Izquierda | Ana Paredes Landman (MST) Estudiante de Trabajo Social en la UNLaM                               |                               |                                                                            |        |
|                                   |                 | Avanza Libertad                              | - Partido Dignidad Popular - Partido Autonomista - Unión del Centro Democrático - Partido Demócrata | Libertad                                                                                         |                               | Francisco Ferraina Empresario farmacéutico                                 | [ 17 ] |
| Republicanos Unidos               |                 | Avanza Libertad                              | - Partido Dignidad Popular - Partido Autonomista - Unión del Centro Democrático - Partido Demócrata | Hernán Carrol (RU) Profesor de musculación                                                       | [ 17 ]                        |                                                                            |        |
|                                   |                 | Nuevo MAS                                    | Partido sin alianza | Para Renovar a la Izquierda                                                                      |                               | Paula Rojas Obrera                                                         | [ 18 ] |
|                                   |                 | Partido Federal                              | Partido sin alianza | Celeste y Blanca                                                                                 |                               | Brian Lanzelotta Cantante, exparticipante de Gran Hermano                  |        |
|                                   |                 | Unión Celeste y Blanco                       | Partido sin alianza | Anti Corrupción                                                                                  |                               | Eduardo Maidana Comerciante                                                | [ 19 ] |
| + Valores                         |                 | Unión Celeste y Blanco                       | Partido sin alianza | Juan Gerez Pastor evangélico                                                                     | [ 20 ]                        |                                                                            |        |
|                                   |                 | Frente Patriota                              | Partido sin alianza | Primero la Patria                                                                                |                               | Noberto Argañaraz                                                          |        |
| Alternativa                       |                 | Frente Patriota                              | Partido sin alianza | Gustavo Beduino                                                                                  |                               |                                                                            |        |
|                                   |                 | Partido Humanista                            | Partido sin alianza | Naranja                                                                                          |                               | Andrea Favale Arquitecta y escritora                                       |        |
| La Tendencia                      |                 | Partido Humanista                            | Partido sin alianza | Samantha Sánchez Viscarra                                                                        |                               |                                                                            |        |
|                                   |                 | Partido Conservador Popular                  | Partido sin alianza | Única                                                                                            |                               | Gustavo Guaymas Pastor evangélico                                          |        |
|                                   |                 | Unión por Todos                              | Partido sin alianza | Unidad                                                                                           |                               | Manuel Villegas Veterano de la Guerra de Malvinas                          |        |
|                                   |                 | Partido Renovador Federal                    | Partido sin alianza | Somos Renovadores                                                                                |                               | Rubén Britez Barua                                                         |        |
|                                   |                 | Corriente de Pensamiento Bonaerense          | Partido sin alianza | Corriente de Pensamiento Auténtica                                                               |                               | Sabrina La Muñequita Pérez Boxeadora                                       |        |
|                                   |                 | Movimiento Organización Democrática          | Partido sin alianza | Creer                                                                                            |                               | María Valeria Caliva                                                       |        |
|                                   |                 | Partido Republicano Federal                  | Partido sin alianza | Principios y Valores                                                                             |                               | Esteban Lancha Profesor de handball                                        | [ 21 ] |
|                                   |                 | Partido Vocación Social                      | Partido sin alianza | Renacer                                                                                          |                               | Eugenio Almara Martínez                                                    |        |
|                                   |                 | Partido Todos por Buenos Aires               | Partido sin alianza | Todos por la Provincia                                                                           |                               | Víctor Fabián Reale                                                        |        |

### Resultados
Según el escrutinio definitivo:
     Habilitado para las elecciones generales
| Partido/Alianza                                                                                         | Partido/Alianza                              | Lista                              | 1.ᵉʳ precandidato a concejal | Interna               | Interna               | Partido   | Partido                |
| Partido/Alianza                                                                                         | Partido/Alianza                              | Lista                              | 1.ᵉʳ precandidato a concejal | Votos                 | %                     | Votos     | % (de votos positivos) |
| --- | -------------------------------------------- | ---------------------------------- | ---------------------------- | --------------------- | --------------------- | --------- | ---------------------- |
| | Frente de Todos                              | Celeste y Blanca 2                 | Fernando Espinoza            | 303.418               | 100                   | 303.418   | 46,20                  |
| | Juntos                                       | A                                  | Héctor Toty Flores           | 115.830               | 64,53                 | 179.507   | 27,33                  |
| Dar el Paso                                                                                             | Juntos                                       | Alejandra Dulce Martínez           | 34.277                       | 19,10                 |                       | 179.507   | 27,33                  |
| F | Juntos                                       | Matías Espain                      | 29.400                       | 16,38                 |                       | 179.507   | 27,33                  |
| | Frente de Izquierda y de Trabajadores-Unidad | 1A Unidad de la Izquierda          | Juan Romero                  | 40.938                | 83,00                 | 49.324    | 7,51                   |
| 10R (R)evolucionemos la Izquierda                                                                       | Frente de Izquierda y de Trabajadores-Unidad | Ana Paredes Landman                | 8.386                        | 17,00                 |                       | 49.324    | 7,51                   |
| | Avanza Libertad                              | Libertad                           | Francisco Ferraina           | 18.874                | 58,51                 | 32.259    | 4,91                   |
| Republicanos Unidos                                                                                     | Avanza Libertad                              | Hernán Carrol                      | 13.385                       | 41,49                 |                       | 32.259    | 4,91                   |
| | Vamos con Vos                                | Hay Otro Camino                    | Juan Carlos Costieri         | 12.174                | 41,47                 | 29.359    | 4,47                   |
| Otro Camino                                                                                             | Vamos con Vos                                | Arturo Ter Akopian                 | 9.400                        | 32,02                 |                       | 29.359    | 4,47                   |
| Hacer Otro Camino                                                                                       | Vamos con Vos                                | Gustavo Tato Maglio                | 7.785                        | 26,52                 |                       | 29.359    | 4,47                   |
| | Unión Celeste y Blanco                       | + Valores                          | Juan Gerez                   | 9.141                 | 67,25                 | 13.592    | 2,07                   |
| Anti Corrupción                                                                                         | Unión Celeste y Blanco                       | Eduardo Maidana                    | 4.451                        | 32,75                 |                       | 13.592    | 2,07                   |
| | Partido Federal                              | Celeste y Blanca                   | Brian Lanzelotta             | 7.653                 | 100                   | 7.653     | 1,17                   |
| | Frente Patriota                              | Primero la Patria                  | Noberto Argañaraz            | 4.265                 | 69,37                 | 6.148     | 0,94                   |
| Alternativa                                                                                             | Frente Patriota                              | Gustavo Beduino                    | 1.883                        | 30,63                 |                       | 6.148     | 0,94                   |
| | Partido Republicano Federal                  | Principios y Valores               | Esteban Lancha               | 6.108                 | 100                   | 6.108     | 0,93                   |
| | Movimiento al Socialismo                     | Para Renovar a la Izquierda        | Paula Rojas                  | 6.043                 | 100                   | 6.043     | 0,92                   |
| | Unión por Todos                              | Unidad                             | Manuel Villegas              | 4.245                 | 100                   | 4.245     | 0,65                   |
| | Todos por Buenos Aires                       | Todos por la Provincia             | Fabián Reale                 | 3.783                 | 100                   | 3.783     | 0,58                   |
| | Partido Humanista                            | Naranja                            | Andrea Favale                | 2.154                 | 60,37                 | 3.568     | 0,54                   |
| La Tendencia                                                                                            | Partido Humanista                            | Samantha Sánchez Viscarra          | 1.414                        | 39,63                 |                       | 3.568     | 0,54                   |
| | Partido Vocación Social                      | Renacer                            | Eugenio Almara Martínez      | 3.565                 | 100                   | 3.565     | 0,54                   |
| | Partido Conservador Popular                  | Única                              | Gustavo Guaymas              | 3.047                 | 100                   | 3.047     | 0,46                   |
| | Corriente de Pensamiento Bonaerense          | Corriente de Pensamiento Auténtica | Sabrina Pérez                | 1.970                 | 100                   | 1.970     | 0,30                   |
| | Partido Renovador Federal                    | Somos Renovadores                  | Rubén Brítez Barua           | 1.796                 | 100                   | 1.796     | 0,27                   |
| | Movimiento Organización Democrática          | Creer                              | María Valeria Caliva         | 1.381                 | 100                   | 1.381     | 0,21                   |
| Votos positivos                                                                                         | Votos positivos                              | Votos positivos                    | Votos positivos              | Votos positivos       | Votos positivos       | 656.766   | 91,36                  |
| Votos en blanco                                                                                         | Votos en blanco                              | Votos en blanco                    | Votos en blanco              | Votos en blanco       | Votos en blanco       | 53.000    | 7,37                   |
| Votos válidos                                                                                           | Votos válidos                                | Votos válidos                      | Votos válidos                | Votos válidos         | Votos válidos         | 709.766   | 98,73                  |
| Votos nulos                                                                                             | Votos nulos                                  | Votos nulos                        | Votos nulos                  | Votos nulos           | Votos nulos           | 9.086     | 1,26                   |
| Participación                                                                                           | Participación                                | Participación                      | Participación                | Participación         | Participación         | 718.852   | 62,57                  |
| Electores habilitados                                                                                   | Electores habilitados                        | Electores habilitados              | Electores habilitados        | Electores habilitados | Electores habilitados | 1.148.935 |                        |
| Fuente: Consulta de Resultados Definitivos EPAOS 2021 - Junta Electoral de la provincia de Buenos Aires |                                              |                                    |                              |                       |                       |           |                        |